# Kroatofobija
Kroatofobija  ili hrvatofobija je termin koji se koristi za opisivanje iracionalnog straha ili mržnje prema Hrvatima, hrvatskoj kulturi, hrvatskoj povijesti i svemu što je povezano s Hrvatskom i Hrvatima.
Riječ je o pojavi analognoj negativnom stavu prema pripadnicima stanovitog broja drugih manjih naroda, od Židova (antisemitizam), preko Albanaca (albanofobija) do Katalonaca ((engl.) anti-Catalanism; katalonski l'anticatalanisme ili catalanofòbia; (španj.) anticatalanismo). Veliki narodi također bivaju izloženi sličnim negativnim stavovima, pa govorimo primjerice o germanofobiji i antiamerikanizmu.
Na praktičnoj razini, kroatofobija se preklapa s antihrvatstvom.

## Objašnjenje
Pojam kroatofobija postoji u hrvatskim rječnicima, ali se relativno rijetko koristi. Prvo zabilježeno korištenje riječi hrvatofobija - u engleskom obliku croatophobia - nalazi se u knjizi Tomáša G. Masaryka, "The Spirit of Russia: studies in history, literature and philosophy" iz 1919. godine; tu Masaryk opisuje Marxovu odbojnost i mržnju prema Hrvatima (te Česima i Rusima) zbog gušenja revolucije 1848. godine. Marxovu mržnju prema Hrvatima, Masaryk naziva kroatofobijom (croatophobia, spominje taj češki autor na istom mjestu termine "czechophobia" i "russophobia", kao mržnje koje Marx predlaže "revolucionarnim" Nijemcima, Mađarima i Poljacima, prema pripadnicima ovih drugih "reakcionarnih" naroda).
Pojam se u obliku hrvatofobija prvi put koristi u knjizi Dr. Ive Omrčanina, "Istina o Draži Mihajloviću", Logos, New York, 1957.  Nakon toga se pojam kroatofobija pojavljuje jedino u hrvatskim tekstovima pisanima izvan Hrvatske (hrvatska politička emigracija). Poslije kasnih 1980-ih, stvaranjem pluralističkog društva u SFRJ pojam kroatofobija počinje se više koristiti otvaranjem odnosno dekriminalizacijom političke debate u tadašnjoj SFRJ (verbalni delikt). Pojam hrvatofobija koristi Ivan Aralica u "Hrvatski esej 1990/1991." (Hrvatski radio, 1991.), potom Dubravko Horvatić u knjizi "Ime zla: članci, eseji, putopisi, dnevnici, polemike u sjeni kroatocidnoga rata svibanj 1992. - svibanj 1994." iz 1995. godine.  Od 1990-ih, pojam hrvatofobija počinje se šire koristiti u knjigama, žurnalima i dnevnim novinama.

## Raširenost antihrvatskih stavova
Kroatofobni stavovi mogu se naći u prvom redu kod ekstremnih srpskih nacionalista  (i simpatizera srpskog nacionalizma među nesrbima), ali i u široj javnosti Srbije postoji - kao posljedica antihrvatske propagande koja je u srpskoj kulturi već dugo vremena prisutna u većoj (povodom ratnih i drugih sukoba) ili manjoj mjeri - stanoviti stereotip o Hrvatima kao genocidnom i ratobornom narodu, kao "ustašama". Vrhunac etničke mržnje na svim stranama - pa tako i kroatofobije - je bio postignut neposredno prije, za vrijeme i neposredno nakon Domovinskoga rata i rata u Bosni i Hercegovini.
Prema nekim ocjenama, negativni stereotipi o Hrvatima kao gušiteljima velike Revolucije iz 1848. god. rašireni su kod određenog dijela Nijemaca koji su lijevo politički orijentirani; također i kod jednog dijela javnosti - uključujući novinare, povjesničare i političke aktiviste - u anglofonim zemljama (Velika Britanija, Kanada, Južna Afrika, Australija) i drugdje na Zapadu, pod utjecajem uspješne propagande (psihološkog ratovanja) iz Srbije: tu se u pravilu nameće kolektivna krivnja čitavom hrvatskom narodu zbog zločina počinjenih od strane vojnih formacija Nezavisne Država Hrvatske (ustaša) nad Srbima, Židovima i Romima - sukladno stereotipima iz psiholoških operacija srpskih propagandista u proteklim desetljećima. Vrlo često se, u sklopu takvog diskursa, tvrdi da Hrvati zbog ustaških zločina nemaju pravo na vlastitu državu. Neki idu toliko daleko da zločine počinjene nad Hrvatima u Domovinskom ratu (1991-1995) u rasističkoj maniri smatraju retribucijom Srba zbog Jasenovca.
Kroatofobija je - zajedno sa sličnom mržnjom prema Slovencima - dosta ukorijenjena kod ekstremnih desničara u Italiji; u njihovom diskursu se do danas izbjegava koristiti termine "Hrvati" (tal. "Croati") i "Slovenci" (tal. "Sloveni"), nego se hotimice koristi termin "Slavi" ("Slaveni"): takav su termin talijanski nacionalisti koristili još iz 19. stoljeća kada su mnogi europski intelektualci (među njima, na važnom mjestu, čak i mladi Karl Marx) smatrali da su Slovenci i Hrvati "otpadci naroda", koji trebaju izumrijeti i čiji ostaci trebaju biti uklopljeni u "naprednije" okolne narode - Nijemce, Mađare, Talijane i Srbe.

## Tridesetogodišnji rat i mit o "čuvaj nas Bože kuge, rata i Hrvata"
U Tridesetogodišnjem ratu (1618. – 1648.), Beč je pozvao Hrvatsko konjaništvo upomoć; a efikasne hrvatske konjaničke postrojbe angažirali su i vladari drugih katoličkih država. Vojnici iz tradicije nastale u stoljetnom ratovanjima s Turcima, s kakvima se zapadna Europa nije bila navikla suočavati, ubrzo su širili strah medu protestantskim protivnicima.
Povodom toga, protuhrvatski nastrojeni propagandisti često iznose varijacije ove priče:
"U Evropi postoji samo jedan jedini narod koga je čitava Evropa javno proklela i od koga čitav Stari kontinent beži 'kao đavo od krsta', to su Hrvati. Evropa je još u prvoj polovini 17. stoleća skovala krilaticu-prokletnicu koja glasi: 'Sačuvaj nas Bože kuge, gladi i Hrvata!' Ovaj sramni beleg za čitavu jednu naciju isplivao je na evropsku površinu za vreme Tridesetogodišnjeg rata 1618. – 1648... Evropsko zgražavanje, a posebno nemačko, na Hrvate i njihova nedela ostao je i u dokumentovano-pisanoj formi kao gore spomenuti natpis (krilatica-prokletnica) na katedrali u istočnonemačkog gradu Magdeburga koji je za vreme Tridesetogodišnjeg rata bio prvi evropski grad koji je osetio na svojoj koži i ulicama sadističko biće Hrvata koje će doći do punog izražaja u Jasenovcu i ostalim stratištima duljem Lipe Njine za vreme Drugog svetskog rata."
Prema Ž. Bistroviću, navodni je "citat natpisa na katedrali" potpuna izmišljotina protuhrvatskog (četničkog) propagandista Laze M. Kostića iznesena u knjizi „Primeri hiljadugodišnje kulture Hrvata" tiskanoj u Chicagu 1953. godine, koju su u novije doba rado prepisivali propagandisti iz Srbije: na katedrali u Magdeburgu natpisa „Gott, behutte uns von Pesten, Krieger und Kroaten!“ više nema (otkako je restaurirana nakon bombariranja tijekom Drugog svjetskog rata), a u napadu na Magdeburg je među preko 25 tisuća vojnika Katoličke lige sudjelovalo nekih 850 pripadnika hrvatske lake konjice.

## Konkretni primjeri
- njemački ljevičarski filozof Ernst Bloch Hrvate opisao: "Kroaten als Faschisten, oder zumindest als Halbfaschisten" (Hrvati kao fašisti, ili barem kao polufašisti) u intervjuu 1975. za politički tjednik „Der Spiegel“.[15] Ernst Bloch je gajio sumnjičavost i prema Hrvatima lijevog političkog spektra.[16]
- U knjizi "Sačuvaj nas Bože, kuge i Hrvata!",[17] izdanoj u Zagrebu 2010., prikupljena je zbirka kroatofobnih izjava,
- u medijskom intervjuu 2012. američki kantautor Bob Dylan izjavio: "Ako nosite u krvi nasljeđe robovlasnika ili člana (Ku Klux) Klana, crnci to mogu osjetiti. Ta se stvar vuče do danas. Jednako kao što Židovi mogu osjetiti krv nacista ili kao što Srbi mogu osjetiti krv Hrvata."; to jest usporedio je on Hrvate kao etničku grupu - ne s Nijemcima ili Amerikancima, nego s nacistima i članovima Ku Klux Klana,[18]
- u članku "SAČUVAJ NAS BOŽE KUGE, GLADI I HRVATA – Ustaški koljački mentalitet je star koliko i oni sami" objavljenom početkom 2014. godine u "Intermagazin.rs"[19] citira se opsežno pisanje četničkog propagandiste Laze M. Kostića objavljeno 1950-ih godina u SAD, kao tobožnji dokaz "koljačkog mentaliteta" koji da je među Hrvatima ukorijenjen već stoljećima,
- u intervjuu za Telegraf.rs izjavljuje 2012. godine Jovan Pejin, povjesničar i bivši direktor Istorijskog arhiva Srbije, da su "Hrvati genocidan i najprimitivniji narod u Evropi ... Hrvati su većinom bivši Srbi koji su pokatoličeni, a ima tu i Čeha, Poljaka, Rusina koji su sebe svrstali u jedan narod. Hrvatska je veštačka tvorevina i sve što su do sada postigli učinili su to na osnovu laži ...Hrvati govore srpskim jezikom, iako ga samo kvare i prave ga nakaradnim, pa se iz toga može slobodno zaključiti da pričaju nakaradnim srpskim jezikom".[20]

## Vojislav Šešelj o "hiljadu godina hrvatskog barbarstva"
Srbijanski političar i četnički vojvoda Vojislav Šešelj u svojoj opsežnoj knjizi "Ideologija srpskog nacionalizma" iz 2002. godine "posvećuje" Hrvatima 7. glavu "Hiljadu godina hrvatskog barbarstva" (str. 486 - 550, jedno od poglavlja u toj glavi nosi naslov "Životinjski nagoni hrvatskog etničkog bića") i 8. glavu "Hrvati kao najveći srpski zlotvori" (str. 551 - 632; jedno od poglavlja u toj glavi nosi naslov "Zločin - duhovna hrana hrvatskog nacionalnog bića"). Oslanjajući se na djela srpskog pravnika i statističara, te četničkog propagandiste/ideologa Laze M. Kostića (1897. – 1979.), Šešelj iznosi da su "Hrvati merilo svireposti" (str. 493), te da su "pljačkanje i ubistva iskonske odlike hrvatskog nacionalnog karaktera" (str. 511). Šešelj naširoko "dokazuje" ispravnost mišljenja Laze M. Kostića kako su Hrvati "oteli srpski jezik" (str. 313 - 343 knjige) - makar Šešelj nije jezikoslovac, niti je jezikoslovac bio L. M. Kostić. U tom se dijelu knjige izlaže kako su Hrvati "umjetni narod", jer su svi štokavci među Hrvatima zapravo "odnarođeni Srbi" (str. 323), a hrvatski jezik jedna "nakaradna verzija srpskog jezika" nastala doslovnim prevođenjem njemačkih rečenica na srpski jezik (str. 327).
Iz pritvora Međunarodnog suda za ratne zločine počinjene na području bivše Jugoslavije objavljuje Šešelj 2007. godine knjigu "Rimokatolički zločinački projekat veštačke hrvatske nacije". Knjiga je u cijelosti posvećena raspirivanju kroatofobije.

## Vanjske poveznice
- Kroatofobija i kroatomanija, Matica hrvatska  Arhivirana inačica izvorne stranice od 13. siječnja 2017. (Wayback Machine)